# ¿Te lo vas a comer?
¿Te lo vas a comer? es un programa de televisión español producido por Cuarzo Producciones y emitido en La Sexta desde el 17 de octubre de 2018. En él, el chef Alberto Chicote se encarga de investigar asuntos de alimentación y consumo a los que la gente de a pie no puede acceder.

## Formato
¿Te lo vas a comer? es un programa de investigación en el que, a través de reportajes, salen a la luz fraudes alimentarios desconocidos para la mayoría de la población. Además, cuenta con el testimonio de personas que conocen de primera mano los casos que se investigan.

## Episodios y audiencias

### Temporada 1
| N.º | Título                             | Fecha de emisión        | Audiencia         |
| --- | ---------------------------------- | ----------------------- | ----------------- |
| 1   | La comida de nuestros mayores      | 17 de octubre de 2018   | 2 208 000 (14,6%) |
| 2   | Atún rojo ilegal                   | 24 de octubre de 2018   | 1 741 000 (11,4%) |
| 3   | El negocio de la comida ilegal     | 31 de octubre de 2018   | 1 641 000 (11,2%) |
| 4   | La comida en los hospitales        | 7 de noviembre de 2018  | 2 053 000 (13,4%) |
| 5   | La comida en las fiestas populares | 14 de noviembre de 2018 | 1 790 000 (11,7%) |
| 6   | Fraude en el pescado               | 21 de noviembre de 2018 | 2 034 000 (13,3%) |

### Temporada 2
| N.º | Título                                                | Fecha de emisión    | Audiencia        |
| --- | ----------------------------------------------------- | ------------------- | ---------------- |
| 7   | La alimentación en los colegios de educación especial | 15 de mayo de 2019  | 1 284 000 (8,6%) |
| 8   | La comida de nuestros militares                       | 22 de mayo de 2019  | 1 479 000 (9,2%) |
| 9   | El negocio de la comida de nuestros mayores           | 29 de mayo de 2019  | 1 168 000 (7,4%) |
| 10  | Comedores escolares                                   | 5 de junio de 2019  | 1 253 000 (8,0%) |
| 11  | Residencias universitarias                            | 12 de junio de 2019 | 1 276 000 (7,9%) |
| 12  | Marisco ilegal                                        | 19 de junio de 2019 | 1 207 000 (7,9%) |
| 13  | La comida de nuestros deportistas                     | 26 de junio de 2019 | 941 000 (6,5%)   |
| 14  | Comida para turistas                                  | 3 de julio de 2019  | 1 320 000 (9,8%) |

### Temporada 3
| N.º | Título                      | Fecha de emisión        | Audiencia         |
| --- | --------------------------- | ----------------------- | ----------------- |
| 15  | El timo del pan             | 19 de noviembre de 2020 | 1 388 000 (9,9%)  |
| 16  | El fraude de la comida eco  | 19 de noviembre de 2020 | 591 000 (8,0%)    |
| 17  | Productos reetiquetados     | 26 de noviembre de 2020 | 1 175 000 (7,9%)  |
| 18  | Intoxicaciones              | 3 de diciembre de 2020  | 914 000 (6,5%)    |
| 19  | Restaurantes de quinta gama | 10 de diciembre de 2020 | 1 121 000 (7,7%)  |
| 20  | Comida china                | 17 de diciembre de 2020 | 1 428 000 (10,0%) |

### Temporada 4
| N.º | Título                          | Fecha de emisión         | Audiencia        |
| --- | ------------------------------- | ------------------------ | ---------------- |
| 21  | Despilfarro alimentario         | 28 de septiembre de 2021 | 882 000 (7,1%)   |
| 22  | Spanish food                    | 5 de octubre de 2021     | 1 159 000 (9,3%) |
| 23  | Cocinas clandestinas            | 11 de octubre de 2021    | 792 000 (6,3%)   |
| 24  | Dietas peligrosas               | 19 de octubre de 2021    | 874 000 (6,9%)   |
| 25  | El fraude de las carnes de moda | 26 de octubre de 2021    | 873 000 (6,9%)   |
| 26  | El engaño de las conservas      | 2 de noviembre de 2021   | 755 000 (6,0%)   |
| 27  | Falsos artesanos y caseros      | 9 de noviembre de 2021   | 796 000 (6,2%)   |
| 28  | Insectos                        | 16 de noviembre de 2021  | 602 000 (4,9%)   |

### Temporada 5
| N.º | Título                          | Fecha de emisión    | Audiencia      |
| --- | ------------------------------- | ------------------- | -------------- |
| 29  | Peligro: Alergias               | 22 de junio de 2023 | 439 000 (4,0%) |
| 30  | La dictadura de las reseñas     | 29 de junio de 2023 | 561 000 (5,2%) |
| 31  | Bodas                           | 6 de julio de 2023  | 453 000 (4,8%) |
| 32  | El comercio ilegal de las setas | 13 de julio de 2023 | 451 000 (4,7%) |
| 33  | Menú del día                    | 20 de julio de 2023 | 572 000 (5,9%) |

## Audiencia media
| Edición                   | Temporada | Programas | Fecha | Cadena   | Espectadores | Cuota |
| ------------------------- | --------- | --------- | ----- | -------- | ------------ | ----- |
| [ 1 ] ¿Te lo vas a comer? | 1         | 6         | 2018  | La Sexta | 1 911 000    | 12,6% |
| [ 2 ] ¿Te lo vas a comer? | 2         | 8         | 2019  | La Sexta | 1 241 000    | 8,2%  |
| [ 3 ] ¿Te lo vas a comer? | 3         | 6         | 2020  | La Sexta | 1 103 000    | 8,3%  |
| [ 4 ] ¿Te lo vas a comer? | 4         | 8         | 2021  | La Sexta | 854 000      | 6,7%  |
| [ 5 ] ¿Te lo vas a comer? | 5         | 5         | 2023  | La Sexta | 495 000      | 4,9%  |